# Dollar Down
Pour plus de détails, voir Fiche technique et Distribution.
Dollar Down est un film muet américain réalisé par Tod Browning, sorti en 1925.

## Synopsis
Alec Craig, un riche entrepreneur industriel, est peu à peu ruiné par le train de vie de sa femme et de sa fille qui dilapident sa fortune. 

## Fiche technique
- Titre : Dollar Down
- Réalisation : Tod Browning
- Scénario : Frederick Stowers, Jane Courthope et Ethel Hill
- Société de production : Co-Artists Productions
- Société de distribution : Truart Film Corporation, State's Rights
- Photographie : Allen Q. Thompson
- Pays de production : États-Unis
- Format : noir et blanc - 1,33:1 - Film muet
- Genre : Drame
- Durée : 60 min
- Date de sortie : 
  - États-Unis : 11 octobre 1925

## Distribution
- Ruth Roland : Ruth Craig
- Henry B. Walthall : Alec Craig
- Mayme Kelso : Mrs. Craig
- Earl Schenck : Grant Elliot
- Claire McDowell : Mrs. Meadows
- Roscoe Karns : Gene Meadows
- Otis Harlan : Norris
- Toby Wing : Petite fille